# حصى الرمال (فلم)
حصى الرمال (بالإنجليزية: The Sand Pebbles) هو فيلم تم إنتاجه في الولايات المتحدة وصدر في سنة 1966. الفيلم من إخراج روبرت وايز.

## بطولة
- ستيف ماكوين
- ريتشارد أتينبورو
- ريتشارد كرينا
- كانديس بيرغن
- ماكو إيواماتسو

## الميزانية والإيرادات
بلغت تكلفة إنتاج الفيلم حوالي 12,110,000 دولار بينما حقق أرباحا تقدر بـ 30,017,647 دولار.

### ترشيحات وجوائز
| السنة | الحدث  | الفئة     | النتيجة |
| ----- | ------ | --------- | ------- |
|       | أوسكار | أفضل فيلم | ترشـيـح |

## وصلات خارجية
- مقالات تستعمل روابط فنية بلا صلة مع ويكي بيانات